# روابط روسیه و کویت
روابط کویت و روسیه روابط دوجانبه بین دو کشور کویت و روسیه است.
پیش از جنگ خلیج، کویت تنها کشور «طرفدار شوروی» در منطقه خلیج فارس بود. کویت به عنوان مجرای شوروی به سایر کشورهای حاشیه خلیج فارس عمل می‌کرد و از کویت برای نشان دادن منافع یک موضع طرفدار شوروی استفاده می‌شد.

## زمینه

### روابط امپراتوری روسیه
در آغاز قرن بیستم، امپراتوری روسیه با ایجاد حوزه‌های جدید نفوذ سعی در گسترش حضور بین‌المللی خود داشت و نگاه امپراتوری به جهان عرب بود. علاقه روسیه به منطقه دو برابر بود. از طرف امپراتوری در پارس مهاجمان صورت گرفت و رقابت درحال افزایشی بین فرانسه و انگلیس در منطقه وجود داشت. انگلیس در جنگ بوئر دچار شکستهای بزرگی شده بود و رقبای استعماری آن سعی داشتند از موقعیت انگلیس که به‌طور فزاینده ای در منطقه تضعیف می‌شود استفاده کنند. همچنین روس‌ها انگیزه بیشتری برای افزایش حضور خود در منطقه داشتند، زیرا روس‌ها و اعراب خصومت مشترکی با امپراتوری عثمانی داشتند. در همان زمان، امپراتوری آلمان در حال برنامه‌ریزی برای ساخت راه‌آهن بود که در نهایت می‌توانست بغداد را با برلین، که قرار بود در کویت خاتمه یابد، پیوند دهد.

## روابط فدراسیون روسیه

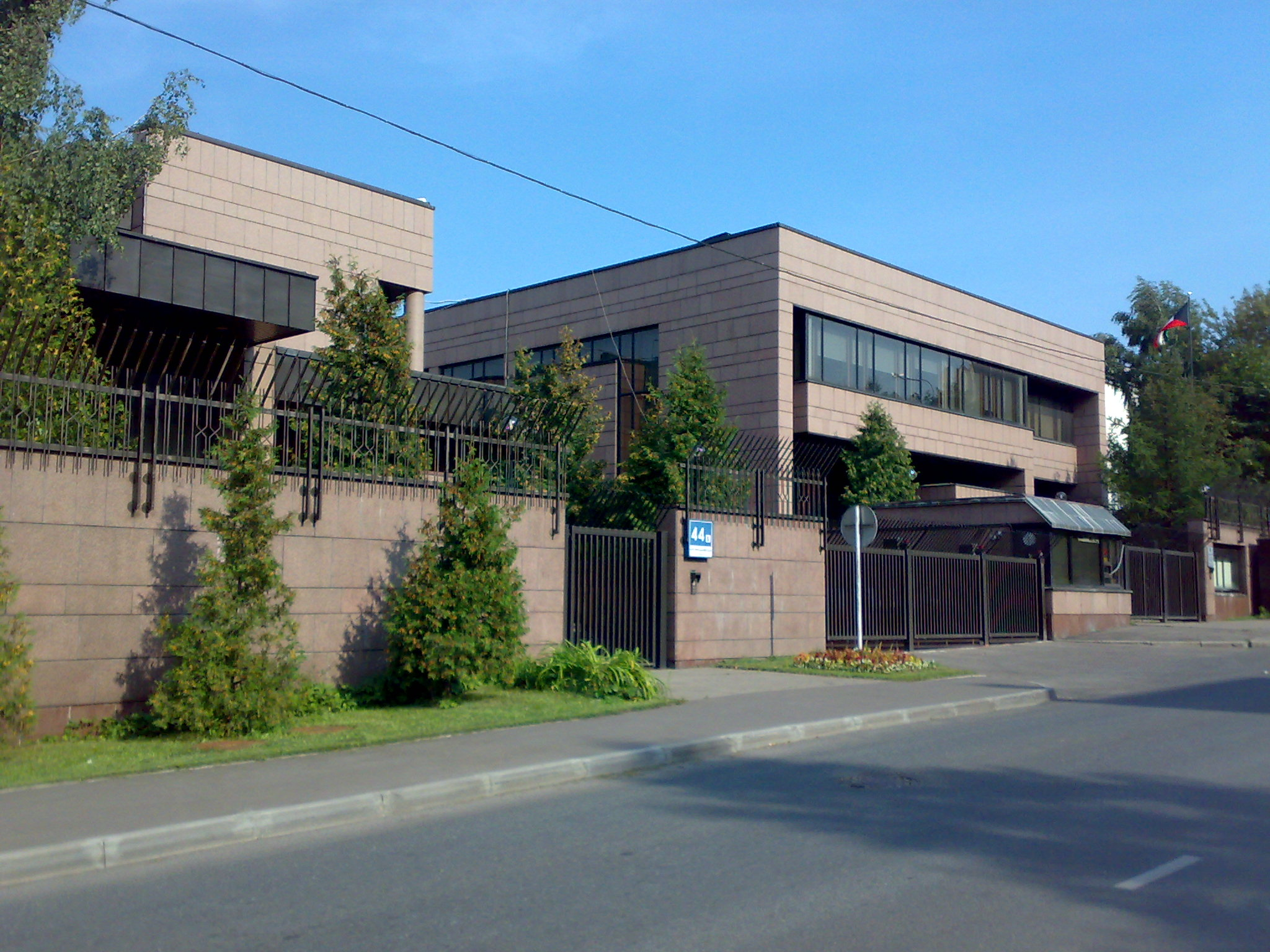
سفارت کویت در مسکو.

در ۲۸ دسامبر ۱۹۹۱، کویت، فدراسیون روسیه را به عنوان کشور جانشین اتحاد جماهیر شوروی به رسمیت شناخت. هم‌اکنون روسیه در کویت سفارت دارد، و کویت در مسکو سفارت دارد. سفیر فعلی روسیه در کویت الکسی سولوماتین است. سفیر فعلی کویت در روسیه عبدالعزیز العدوانی که در ۱۶ ژانویه ۲۰۱۴ اعتبار خود را به ولادیمیر پوتین اهدا کرد.

### روابط سیاسی
در سال ۱۹۹۱ شرکت سرمایه‌گذاری و گسترش بازرگانی خارجی کویت و بانک Vnesheconombank یک وام از ایالات متحده در دوره هفت ساله به مبلغ ۱ میلیارد دلار دریافت کردند. در ۳۰ مه ۲۰۰۶، دولت‌های روسیه و کویت توافق کردند که بدهی ۱٫۶ میلیارد دلاری اتحاد جماهیر شوروی سابق را تسویه کنند، بازپرداخت‌ها به صورت ۱ میلیارد دلار پول نقد و ۶۰۰ میلیون دلار کالا است.

### روابط نظامی
در ۲۹ نوامبر ۱۹۹۳، کویت اولین کشور عربی خلیج فارس بود که توافق‌نامه نظامی با روسیه را امضا کرد، و این توافقنامه پس از تمرینات مشترک دریایی در پایان سال ۱۹۹۲ بود. در ماه مه ۱۹۹۴، پاول گراچف، وزیر دفاع روسیه اعلام کرد که کویت توافق‌نامه تحویل تعدادی از ماشین‌های جنگی پیاده‌نظام BMP-3 و موشک‌های زمین به هوا S-300V را امضا کرده‌است.
کویت اولین کشور عربی خلیج فارس بود که با روسیه توافق‌نامه نظامی امضا کرد. در سالهای اخیر، روسیه همکاری گسترده نظامی با کویت برقرار کرده‌است.

### روابط اقتصادی
احمد رشید آل هارون، وزیر تجارت و صنعت کویت، در نشست بین‌المللی اقتصادی سن پترزبورگ ۲۰۰۹، با اشاره به اینکه روابط بین دو کشور بیش از ۱۰۰ سال ادامه داشت، خواستار تشدید سرمایه‌گذاری بین دو کشور شد.

#### آمار تجارت
در سال ۱۹۹۸ تجارت دو جانبه بین روسیه و کویت ۴۰۰۰۰۰ دلار آمریکا بود و در دوره ژانویه — اکتبر ۲۰۰۵ این رقم به ۲۲٫۲ میلیون دلار افزایش یافت.